# 汾陽善昭
汾陽善昭（ふんよう ぜんしょう）は、宋代に活動した臨済宗の禅僧。諡号は無徳禅師。臨済下6世。

## 生涯
天福12年（947年）、太原にて生誕。俗姓は兪氏。出家の後方々の禅匠の許で研鑽し、首山省念により法嗣と認められた。その後、汾陽太子院に住し法を説く。天聖2年（1024年）寂。法嗣に石霜楚円がいる。また、語録として汾陽無徳禅師語録、汾陽昭禅師語録ならびに汾陽昭禅師語要があり、『景徳伝灯録』巻13に記事がある。